# Aulnay-sous-Bois
Aulnay-sous-Bois is een gemeente in het Franse departement Seine-Saint-Denis (regio Île-de-France) en telde op 1 januari 2022 86.360 inwoners, die Aulnaisiens worden genoemd. De plaats maakt deel uit van het arrondissement Le Raincy.

## Geschiedenis
Tijdens het ancien régime was Aulnay een heerlijkheid. Gautier van Aulnay schonk in de 11e eeuw de kerk van Aulnay aan de Abdij van Cluny. Naast het dorp Aulnay, bij het gelijknamige kasteel, lagen er verschillende dorpen en gehuchten: Nonneville, Blanc-Mesnil, Savigny, Le Haut-de-Gally, Le Moulin-Neuf en Le Coudray. In het zuiden lag het bosgebied forêt de Bondy.
Tussen 1803 en 1813 werd het Canal de l'Ourcq gegraven. De groei van de gemeente begon door de aanleg van de spoorlijn Parijs - Soissons door de Compagnie des chemins de fer du Nord en de opening van het treinstation (1875). Er verschenen nieuwe wijken en er vestigden zich grote bedrijven in de gemeente, zoals L'Oréal. Met deze verstedelijking verdwenen in de loop van de jaren 1960 de laatste landbouwgronden in de gemeente.

## Geografie
De oppervlakte van Aulnay-sous-Bois bedroeg op 1 januari 2022 16,2 vierkante kilometer; de bevolkingsdichtheid was toen 5.330,9 inwoners per km².
De onderstaande kaart toont de ligging van Aulnay-sous-Bois met de belangrijkste infrastructuur en aangrenzende gemeenten.

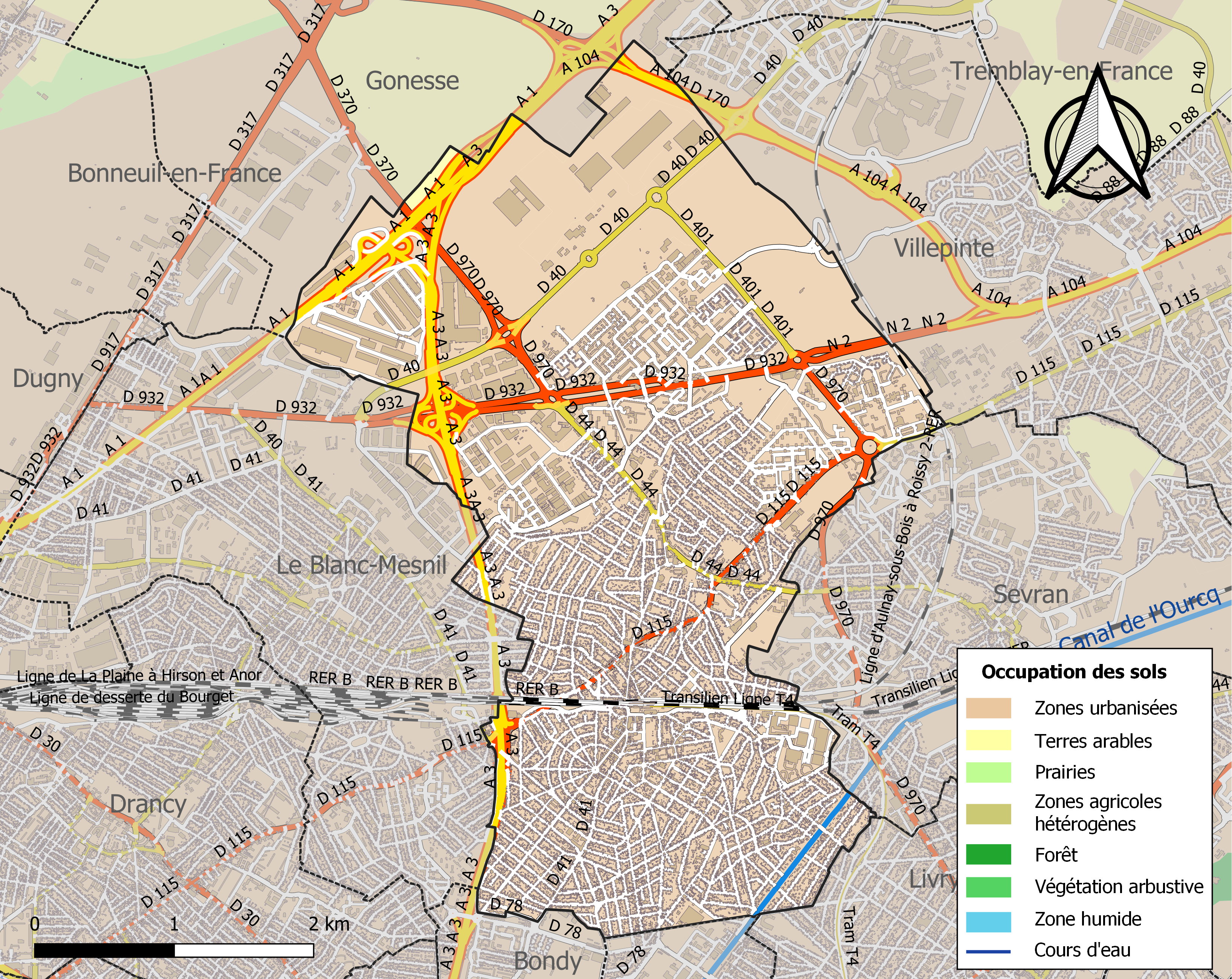

## Demografie
In 1820 telde de gemeente ongeveer 600 inwoners. Onderstaande figuur toont het verloop van het inwonertal (bron: INSEE-tellingen).

## Verkeer en vervoer
In de gemeente ligt Station Aulnay-sous-Bois. De autosnelwegen A1, A3 en A104 lopen door Aulnay-sous-Bois.

## Stadsbeeld
In de wijk Vieux-Pays ligt de vroegere dorpskern van Aulnay. De oudste delen (koor en transept) van de kerk Saint-Sulpice zijn romaans en stammen uit de 12e en 13e eeuw. In de 16e eeuw kreeg de kerk een nieuw schip. De kerktoren werd beschadigd tijdens de Frans-Duitse Oorlog en daarna weer opgebouwd. De torenspits kreeg zijn huidige vorm in 1963. In Vieux-Pays staan er nog enkele oude huizen, waarvan Demeure Gainville uit de 17e eeuw in de Rue de Sevran het oudste is. In de Rue Jacques-Duclos staan de gebouwen van de Ferme du Vieux-Pays, de laatste boerderij van de gemeente die in bedrijf bleef tot 1984. Het gemeentehuis van Aulnay-sous-Bois werd gebouwd in de eerste helft van de jaren 1930.
Tot 1960 bestonden de nieuwe wijken uit laagbouw. Daarna kwam er ook hoogbouw, onder andere Les Merisiers (1962) en Rose-des-Vents (1970).

### Afbeeldingen

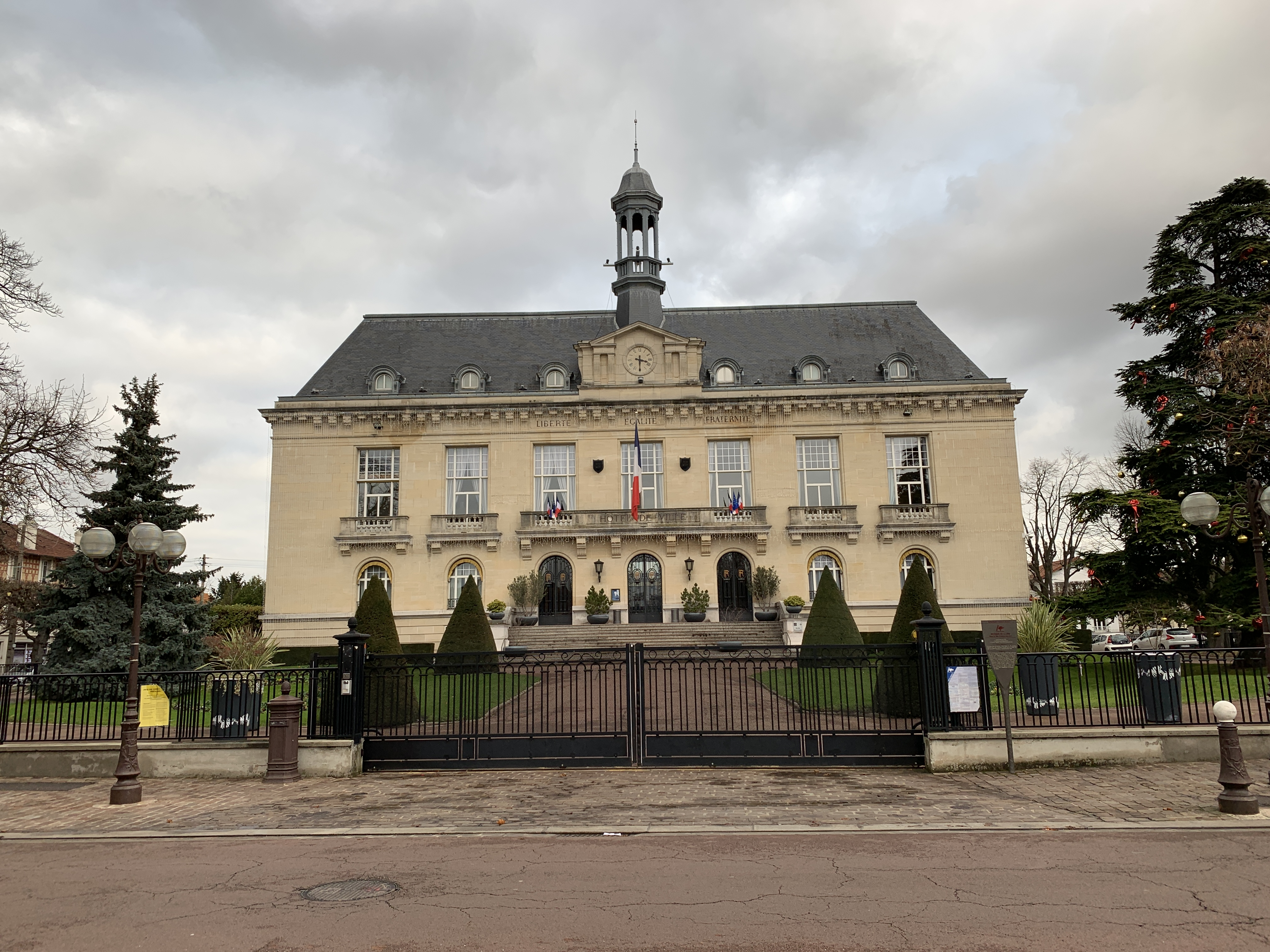
Gemeentehuis
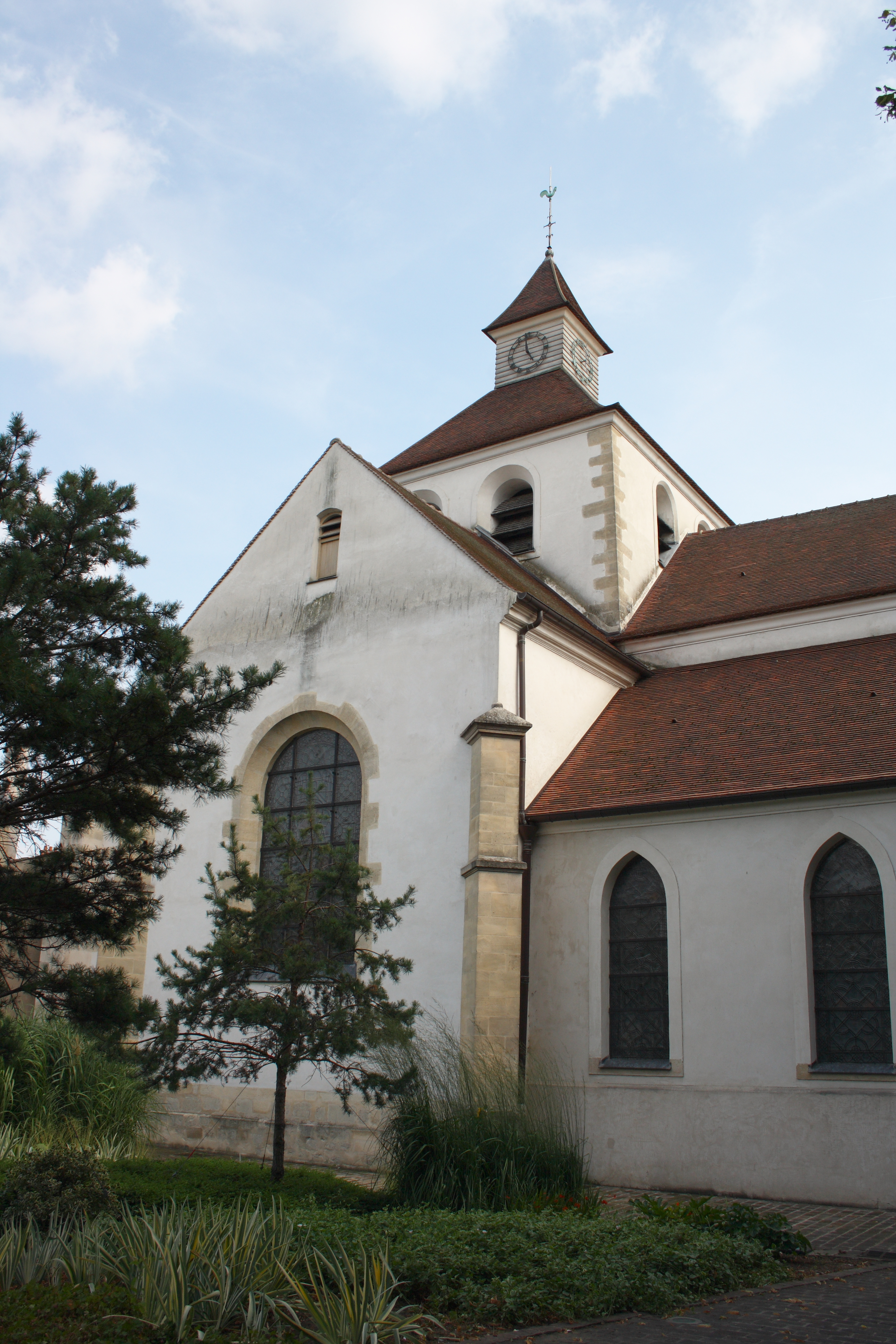
Kerk Saint-Sulpice
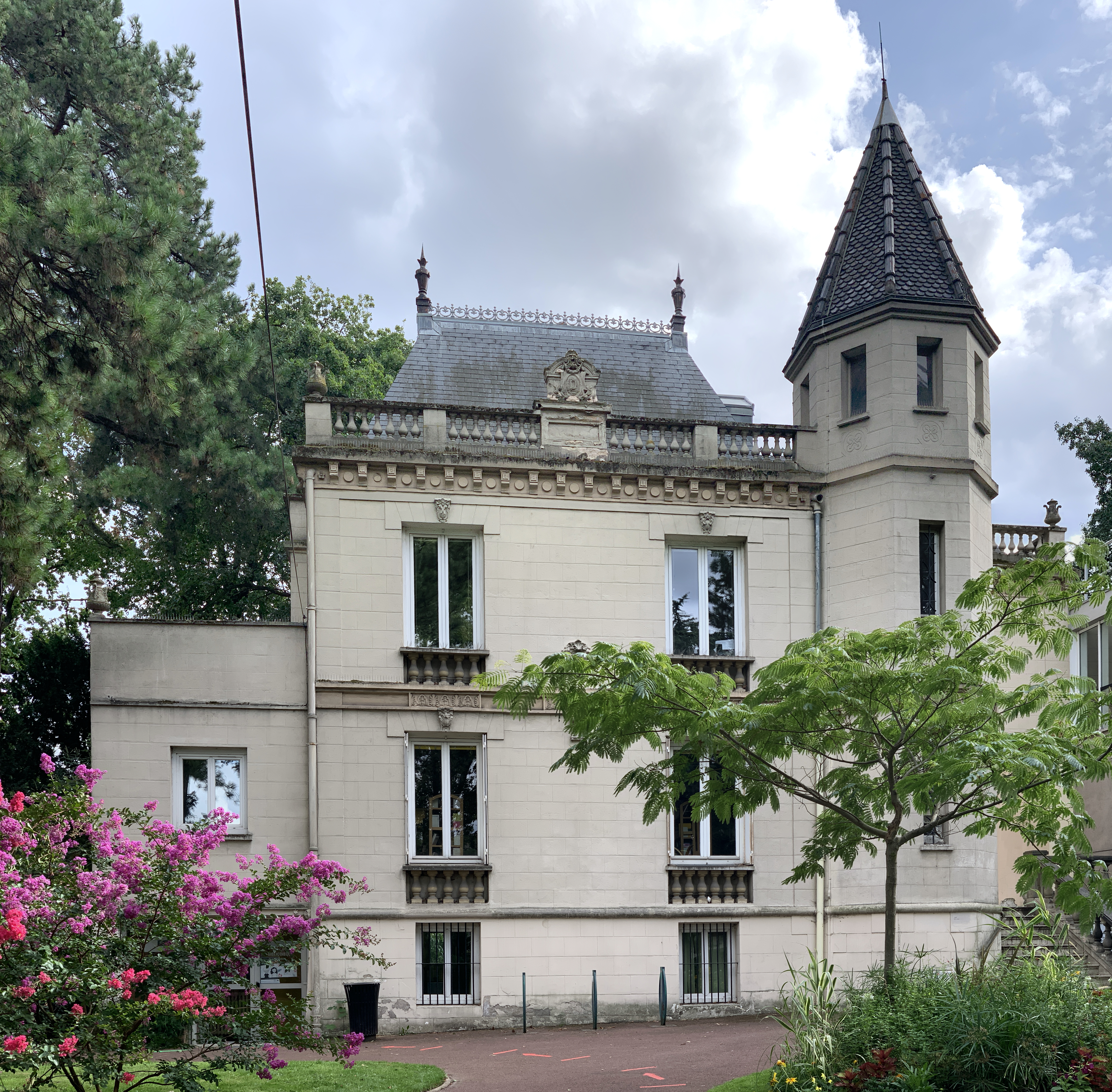
Villa Dumont (1886)
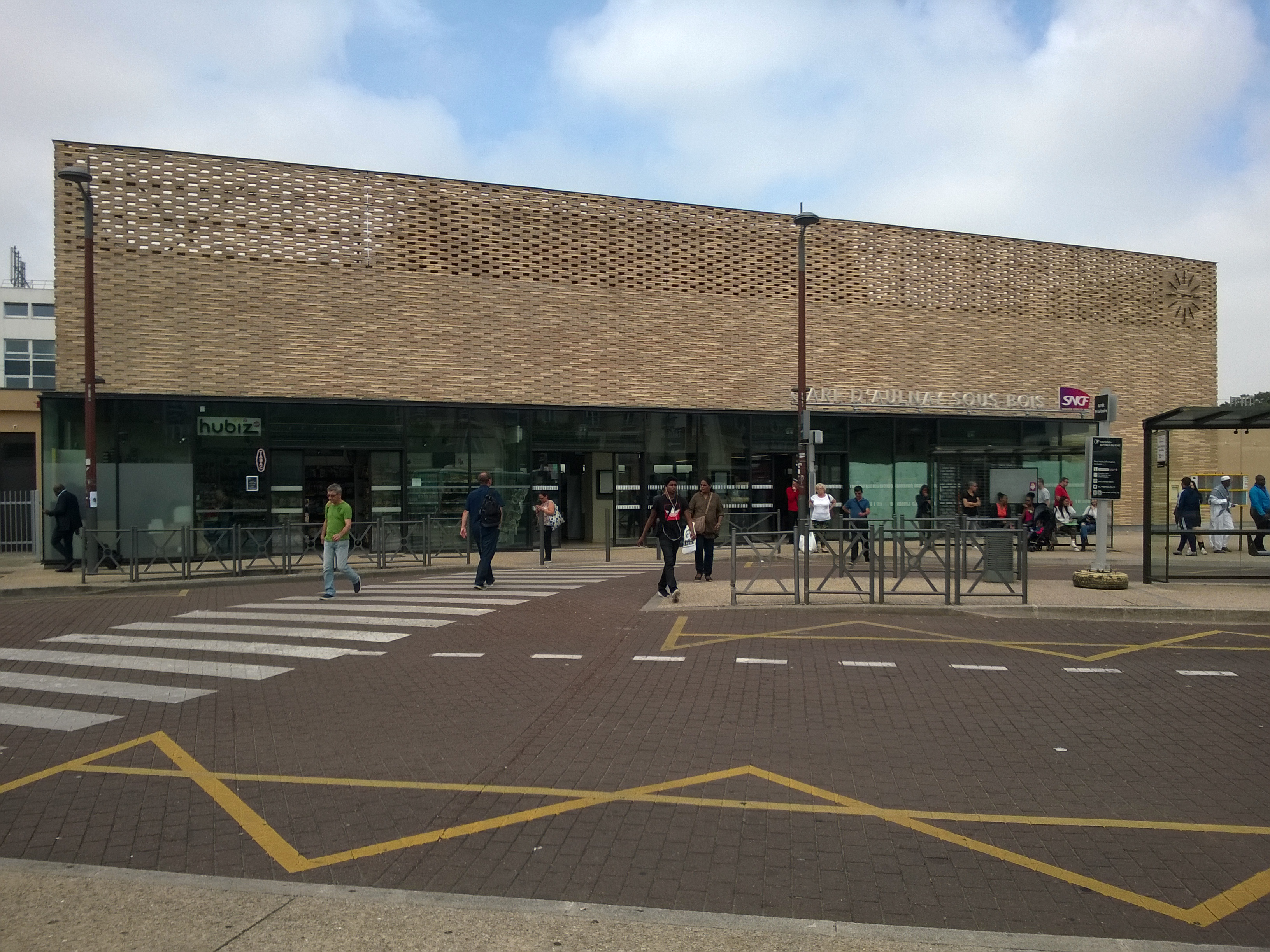
Station
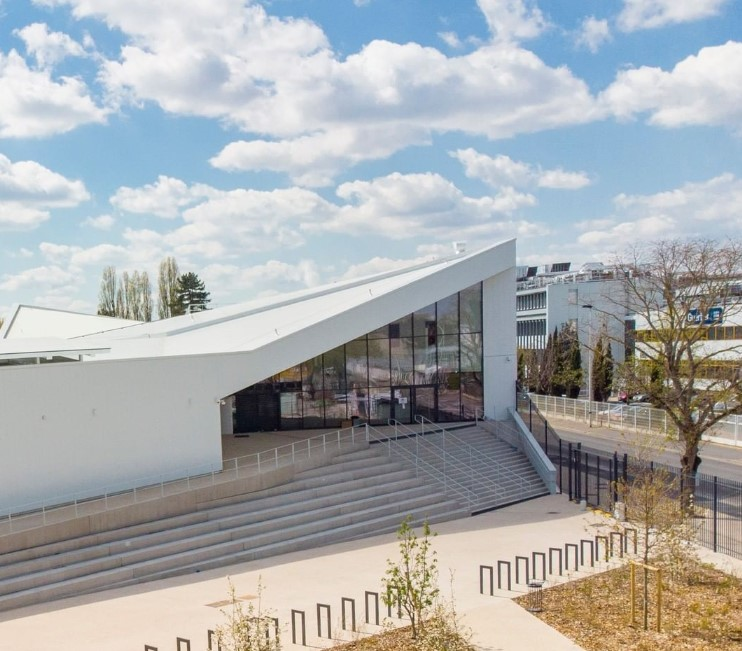
Zwembadcomplex L'Odyssée

## Sport
Aulnay-sous-Bois was twee keer etappeplaats in de wielerkoers Ronde van Frankrijk. De Nederlander Ad Wijnands (1981) en Belg Daniel Willems (1982) wonnen er een rit.

## Stedenbanden
Aulnay-sous-Bois onderhoudt een stedenband met:
- Rufisque (Senegal) sinds 2011.
- Al-Ram (Palestina) sinds 2010.
- Abala (Congo-Brazzaville) sinds 2003.